# Gråminerare
Gråminerare (Geositta maritima) är en fågel i familjen ugnfåglar inom ordningen tättingar.

## Utbredning och systematik
Fågelns utbredningsområde sträcker sig från Peru (Ancash) till Chile (Atacama). Den behandlas som monotypisk, det vill säga att den inte delas in i några underarter.

## Status
IUCN kategoriserar arten som livskraftig.